# 紳寶9-5
紳寶9-5是一款由薩博汽車所生產的中型主管級房車系，於1997年推出。

## 第一代
第一代的Saab 9-5於1997年推出，取代紳寶9000車型。在推出當時，Saab 9-5被視為是Saab的一大躍進。1998年春天在美國上市，為1999年型。在2009年9月15日在法蘭克福車展推出第二代New Saab 9-5，並預計在2010年春季開始販售。
第一代的Saab 9-5有sedan（四門轎車）與wagon（五門休旅）兩個車型。

### 安全性
Saab 9-5延續著Saab長期堅持安全性的傳統，提供當時領先世界的安全功能。率先提供通風座椅與Saab主動頭枕（SAHR），當車輛被從後側追撞的時候，可以防止由甩鞭效應引起的頸椎傷害。這項功能讓此車款贏得澳洲、丹麥與英國的技術與安全獎（technology and safety awards）。
Saab 9-5也是第一批擁有完整的側邊衝撞保護的車型。最初款的9-5甚至已經搭載前排座椅軀幹與頭部的安全氣囊，在1990年代末期，幾乎只有少數車輛有這樣的配備。
而車體結構則包含一個籠式車體結構與潰縮區，這個設計已經被美國公路安全保險協會（IIHS）證實即使後座沒有側邊安全氣囊也能夠保障乘客安全。
此外，Saab 9-5搭載Saab汽車廠獨創的Night Panel，它可以把除了必要資訊以外的儀錶板照明關閉，可以避免駕駛在夜間行車的時候分心。

### Aero 性能款

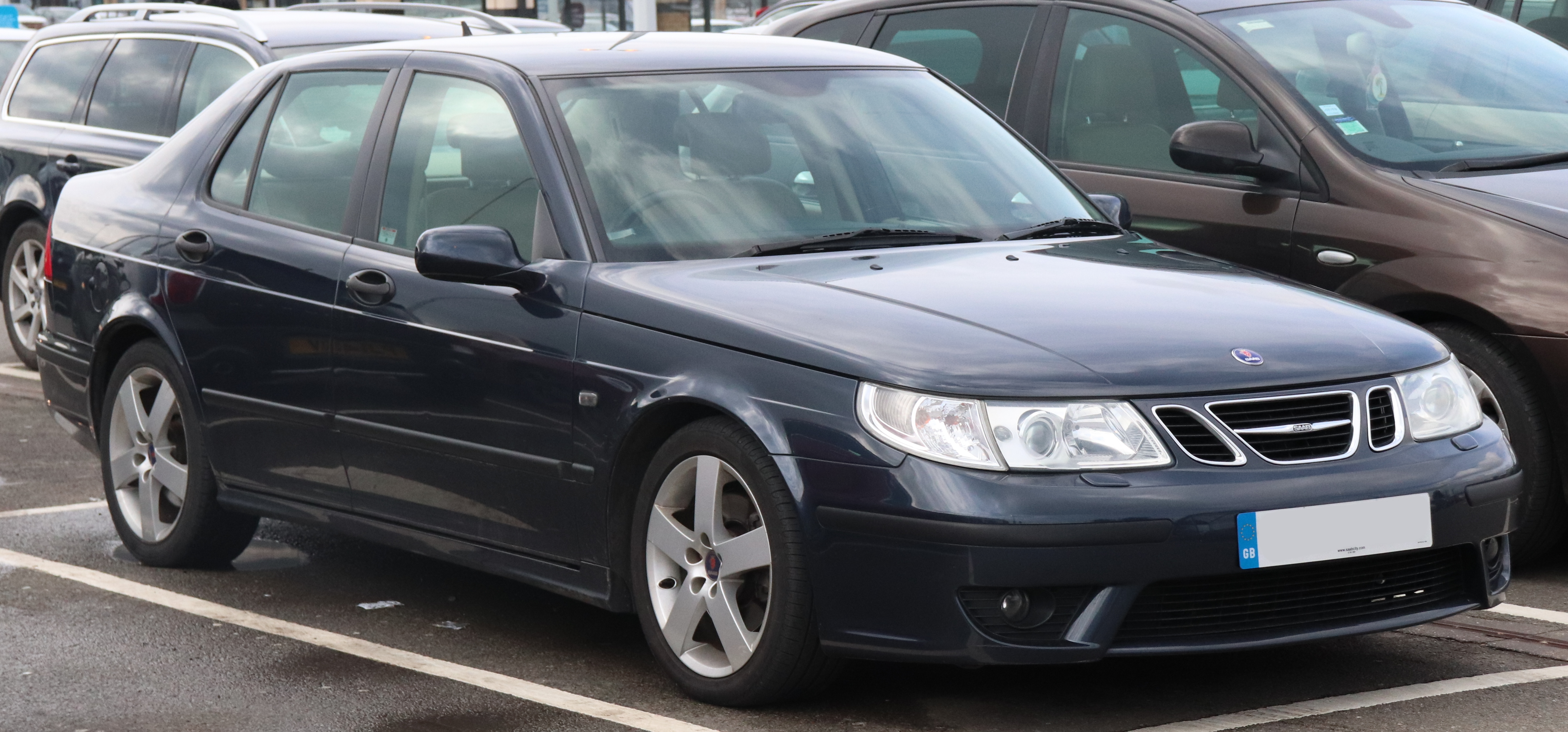
薩博9-5 Aero

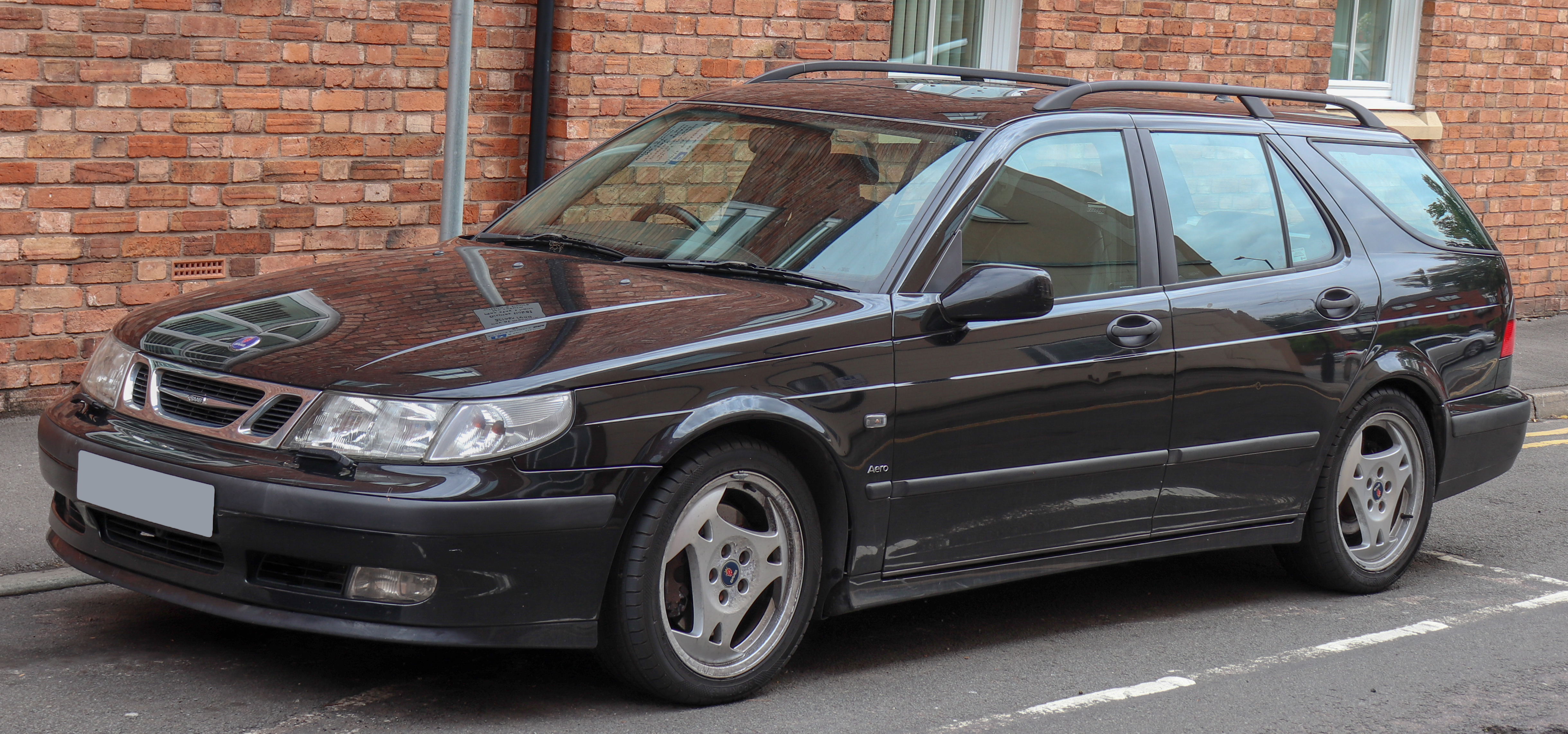
Aero旅行版

在2000年，以性能導向的Saab 9-5 Aero首次發佈。搭載230匹馬力，2.3升的B235R渦輪增壓引擎。這個旗艦車款有一系列的性能提昇，如運動調校的懸吊、車側造型等。
在2002年，247匹馬力的渦輪增壓引擎成為標準版，於是高性能版本的9-5也因此升級成256匹馬力、扭力350頓-米的版本，而手排版本則搭配有370 牛頓-米與20秒瞬間超增壓。
Hirsch Performance、MapTun Performance以及 Nordic Uhr and BSR AB，這三家是專門從事改裝SAAB所有汽車款的公司，可以將動力增加到約450匹馬力。
目前，258匹馬力的B235R渦輪增壓引擎同時裝載於Saab 9-5 2.3T與Aero上。除了運動型調校的底盤、還有一些內裝跟鋁圈造形外，基本上2.3T版與Aero是的一樣的。

### 引擎
| 年式          | 年份      | 引擎               | 引擎型號           | 排氣量  | 最大馬力         | 最大扭力         | 0–100 km/h    |
| ------------- | --------- | ------------------ | ------------------ | ------- | ---------------- | ---------------- | ------------- |
| 1.9TiD        | 2006–2009 | Fiat JTD           | 直列四缸, 柴油引擎 | 1910 cc | 150PS @ 4000 rpm | 320Nm @ 2000 rpm | 10,1 (10,7) s |
| 2.2TiD        | 2002–2006 | Opel Ecotec X22DTH | 直列四缸, 柴油引擎 | 2171 cc | 120PS @ 4000 rpm | 280Nm @ 1500 rpm | 11,0 s        |
| 3.0 V6TiD     | 2001–2006 | Isuzu DMAX         | V6, 柴油引擎       | 2958 cc | 176PS @ 4000 rpm | 350Nm @ 1800 rpm | 8,9 s         |
| 2.0t          | 1998–2009 | B205E              | 直列四缸, 汽油引擎 | 1985 cc | 150PS @ 5500 rpm | 240Nm @ 1800 rpm | 9,8 (10,2) s  |
| 2.0t BioPower | 2005–2009 | B205E              | 直列四缸, E85      | 1985 cc | 180PS @ 5500 rpm | 280Nm @ 1800 rpm | 8,5 (9,0) s   |
| 2.3t BioPower | 2006–2009 | B235L              | 直列四缸, E85      | 2290 cc | 210PS @ 5500 rpm | 310Nm @ 1800 rpm | 7,9 (8,5) s   |
| 2.3t          | 1998–2001 | B235E              | 直列四缸, 汽油引擎 | 2290 cc | 170PS @ 5500 rpm | 280Nm @ 1800 rpm | 8,7 (9,3) s   |
| 2.3t          | 2001–2009 | B235E              | 直列四缸, 汽油引擎 | 2290 cc | 185PS @ 5500 rpm | 280Nm @ 1800 rpm | 7,9 (8,5) s   |
| 2.3T          | 2004–2005 | B235L              | 直列四缸, 汽油引擎 | 2290 cc | 220PS @ 5500 rpm | 310Nm @ 2500 rpm | 7,9 (8,5) s   |
| 3.0t V6       | 1998–2003 | L81                | V6, 汽油引擎       | 2962 cc | 200PS @ 5000 rpm | 310Nm @ 2500 rpm | 8,3 (auto) s  |
| Aero          | 1999–2001 | B235R              | 直列四缸, 汽油引擎 | 2290 cc | 230PS @ 5500 rpm | 350Nm @ 1900 rpm | 6,9 (7,3) s   |
| Aero          | 2002–2005 | B235R              | 直列四缸, 汽油引擎 | 2290 cc | 250PS @ 5300 rpm | 370Nm @ 1900 rpm | 6,9 (7,3) s   |
| Aero          | 2006–2009 | B235R              | 直列四缸, 汽油引擎 | 2290 cc | 260PS @ 5300 rpm | 350Nm @ 1900 rpm | 6,9 (7,3) s   |

## 第二代
第二代的Saab 9-5是利用通用的Global Epsilon platform平台建造而成。發表於2009年9月的法蘭克福國際汽車展，並於2009年10月在邁阿密舉辦的南佛羅里達州車展上首次在北美亮相。2009年11月24日，在特羅爾海坦 (Trollhättan)生產線開始生產第一批預購的新一代Saab 9-5。
新一代的Saab 9-5被移回瑞典特羅爾海坦生產線的消息，隨著SAAB汽車廠於2010年1月26日被荷蘭世爵汽車收購而被證實。
在2010年四月將進入全面量產，而於2010年6月19日在各地經銷商陸續上市。

### 科技配備

#### 抬頭顯示器（Pilot HUD）
以虛擬影像顯現在駕駛者眼前2公尺處，經由HUD投射出速度、方向燈、導航、警告等訊息，自然融入駕駛環境中。由於是投射在玻璃上顯示，所以駕駛者不需將視線移開前方道路，這也更能確保行車的安全性。

#### 可變力道轉向系統（VES）
在高速行駛時，液壓輔助會自動降低，以確保駕駛者厚實手握的轉向感，不會輕易偏斜導致安全虞慮。當然，低速行駕時，VES則會增加動力轉向輔助量，讓手持方向盤更加輕鬆如怡。此配備只有搭配在Areo等級的車款。

#### 先進駐車輔助（APA）
先進駐車輔助（APA），在車前、車後與側邊，裝置超音波感應。可以偵測停車格，計算完美的倒車路徑，指引駕駛轉動方向盤，達到一次即完成的停車效果。 

#### 雙氙氣智慧型光束
使用可轉動的雙氙氣頭燈，提供車前方更佳的照明，並自動將光束進行最佳化的調整。當車速低於50公里時，市區燈可以提供寬廣平坦的光束，更易看到行人與路邊動態。當100公里時速時，郊區燈的長光束，維持鮮明的路邊照明。而在超過100公里的高速公路上，則會啟動高速公路燈，進一步將光束增加到140公尺，讓視野更清晰。 

#### 適應性定速系統（ACC）
適應性定速系統（ACC），車輛前方裝有一組雷射測距裝置。可以在定速時，與前方車輛保持車距。當車距縮小時，可以降低引擎功率、切換檔位甚至利用煞車降低車速以保證車距。減低駕駛疲勞，增加行車安全。

#### 車道偏離警示（LDW）
車道偏離警示系統（LDW）是扮演著輔助駕駛員的角色，協助駕駛員在高速公路或主要道路上時因精神不濟或是疏忽的狀況下偏離車道，除了有方向燈訊號下轉換車道。

#### 交通號誌辨識（TSR）
TSR系統是新一代的交通安全技術，功能包括可以防止駕駛人超速行駛，也可能避免車輛在高速公路上逆向行駛，造成致命的正面相撞。

### 引擎
| 汽油引擎      | 汽油引擎 | 汽油引擎 | 汽油引擎       | 汽油引擎       | 汽油引擎      | 汽油引擎   | 汽油引擎 | 汽油引擎          | 汽油引擎 |
| 型號          | 引擎     | 排氣量   | 馬力           | 扭力           | 0-100公里加速 | 極速(前驅) | 註記     | CO2 排放量 (g/km) | 年份     |
| ------------- | -------- | -------- | -------------- | -------------- | ------------- | ---------- | -------- | ----------------- | -------- |
| 1.6T          | I4       | 1598 cc  | 180hp@5500 rpm | 230Nm@2200 rpm | 9.5s          | 220km      |          | 179               | 2011–    |
| 2.0T          | I4       | 1998 cc  | 220hp@5300 rpm | 350Nm@2500 rpm | 8.0s          | 240km      |          | 198               | 2010–    |
| 2.8T          | V6       | 2792 cc  | 300hp@5500 rpm | 400Nm@2000 rpm | 6.9s          | 250km      |          | 269               | 2010–    |
| BioPower 引擎 |          |          |                |                |               |            |          |                   |          |
| 型號          | 引擎     | 排氣量   | 馬力           | 扭力           | 0-100公里加速 | 極速       | 註記     | CO2 排放量 (g/km) | 年份     |
| 2.0T BioPower | I4       | 1998 cc  | 220hp@5300 rpm | 350Nm@2500 rpm | 8.0s          | 240km      |          | 198               | 2011–    |
| 柴油引擎      |          |          |                |                |               |            |          |                   |          |
| 型號          | 引擎     | 排氣量   | 馬力           | 扭力           | 0-100公里加速 | 極速       | 註記     | CO2 排放量 (g/km) | 年份     |
| 2.0TiD        | I4       | 1956 cc  | 160hp@4000 rpm | 350Nm@1750 rpm | 9.9s          | 215km      |          | 139               | 2010–    |
| 2.0TTiD       | I4       | 1956 cc  | 190hp@4000 rpm | 400Nm@1750 rpm | 8.8s          | 230km      |          | 159               | 2011–    |

### 變速箱與驅動方式

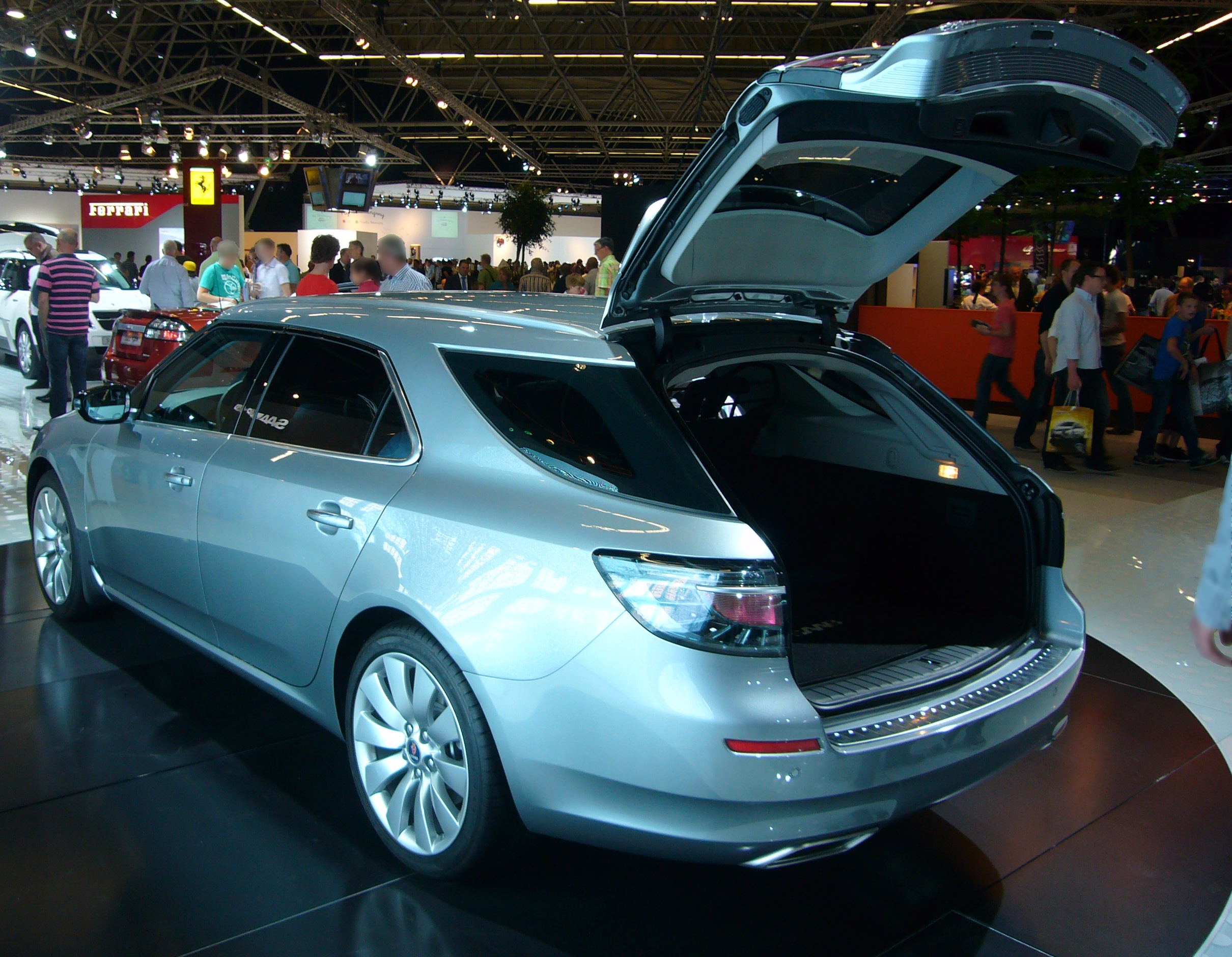
Saab 9-5 SportCombi

| 汽油引擎     | 汽油引擎     | 汽油引擎     | 汽油引擎     | 驅動方式 | 驅動方式 |
| 型號         | 年份         | 標配         | 選配         | 前輪驅動 | 全時四驅 |
| ------------ | ------------ | ------------ | ------------ | -------- | -------- |
| 1.6T         | 2010–        | 六速手排     | -            |          |          |
| 2.0T         | 2010–        | 六速手排     | 六速自排     |          |          |
| 2.8T         | 2010–        | 六速自排     | -            |          |          |
| BioPower引擎 | BioPower引擎 | BioPower引擎 | BioPower引擎 | 驅動方式 | 驅動方式 |
| 型號         | 年份         | 標配         | 選配         | 前輪驅動 | 全時四驅 |
| 2.0T         | 2010–        | 六速手排     | 六速自排     |          |          |
| 柴油引擎     | 柴油引擎     | 柴油引擎     | 柴油引擎     | 驅動方式 | 驅動方式 |
| 型號         | 年份         | 標配         | 選配         | 前輪驅動 | 全時四驅 |
| 2.0TiD       | 2010–        | 六速手排     | 六速自排     |          |          |
| 2.0TTiD      | 2010–        | 六速手排     | 六速自排     |          |          |

### Saab 9-5 SportCombi
2011年一月十九日，Saab的官方網站上公布了第二代Saab 9-5的SportCombi車型。並預計將在2011日內瓦車展中首次亮相，到今年三月開始下單，直至九月開始第一批交車。

## 相關
- Saab 9-3
- 紳寶汽車绅宝D70

## 外部連結
- Saab 9-5 generation 2, overview.
- Saab 9-5 BioPower.
- Saab 9-5 Gallery, saabo.com （页面存档备份，存于）.
- IIHS Saab 9-5 Crash test.